# Udamoselis
Udamoselis is een geslacht van halfvleugeligen (Hemiptera) uit de familie witte vliegen (Aleyrodidae), onderfamilie Udamoselinae.
De wetenschappelijke naam van dit geslacht werd voor het eerst geldig gepubliceerd in 1909 door Günther Enderlein. De typesoort is Udamoselis pigmentaria.

## Soorten
Udamoselis omvat de volgende soorten:
- Udamoselis estrellamarinae Martin, 2007
- Udamoselis pigmentaria Enderlein, 1909